# Michel Abitbol
Pour les articles homonymes, voir Abitbol.
Cet article possède des paronymes, voir Michaël Abiteboul et Michel Bitbol.
Michel Abitbol, né le 14 avril 1943 à Casablanca, est un historien maroco-israélien spécialisé dans l’étude des relations entre Juifs et Arabes.

## Biographie

### Parcours professionnel
Michel Abitbol a enseigné à l'EPHE, à l'EHESS, à l'université Paris VIII entre 1981 et 1982, et à l'Institut d'études politiques de Paris en tant que professeur invité en 1992-1993.
Il enseigne aujourd'hui la géostratégie au sein du Pôle Paris Alternance (PPA), école de commerce du réseau Paris Graduate School of Management (PGSM).
Actuellement chercheur à l'Université hébraïque de Jérusalem, il a notamment collaboré à l'Histoire universelle des Juifs dirigée par Élie Barnavi et est l'un des principaux contributeurs à l'Encyclopedia Judaica.
En 2000, il a reçu de l’Académie française le Prix Thiers d’histoire et de sociologie pour Le passé d’une discorde : Juifs et Arabes depuis le VIIe siècle. 

### Radio et télévision
De 2005 à 2008, il est l'invité de 5 émissions sur France Culture pour laquelle il est un historien de « réputation mondiale ».
En 2017, il participe à l'émission Secrets d'Histoire consacrée à Moulay Ismaïl, intitulée Moulay Ismaïl : le Roi-Soleil des mille et une nuits, diffusée le 20 juillet 2017 sur France 2.

## Ouvrages
- Témoins et acteurs : les Corcos et l'histoire du Maroc contemporain, Jérusalem, Institut Ben-Zvi (1978)
- Tombouctou et les Arma : de la conquête marocaine du Soudan nigérien en 1591 à l'hégémonie de l'Empire peulh du Macina en 1833, Paris, Maisonneuve et Larose (1979)
- Judaïsme d'Afrique du Nord aux XIXe – XXe siècles : histoire, société et culture, éd. par Michel Abitbol, Jérusalem, Institut Ben-Zvi (1980) [actes d'un colloque organisé en 1977 par le Centre de recherches sur les Juifs d'Afrique du Nord  de Jérusalem]
- Tombouctou au milieu du XVIIIe siècle d'après la chronique de Mawlāy al-Qāsim B. Mawlāy Sulaymān, texte arabe éd., trad. et annoté par Michel Abitbol, collection Fontes Historiae Africanae. Series Arabica, VII, Paris, Maisonneuve et Larose (1982)
- Communautés juives des marges sahariennes du Maghreb, éd. par M. Abitbol, Jérusalem, Institut Ben-Zvi, 1982 [actes d'un colloque organisé en 1980 par le Centre de recherches sur les Juifs d'Afrique du Nord de Jérusalem]
- Les Juifs d'Afrique du Nord sous Vichy, collection Judaïsme en terre d'Islam, Paris, Maisonneuve et Larose (1983) [traduit en hébreu (Jérusalem, Institut Ben-Zvi, 1985) et en anglais (Detroit, Wayne State University Press, 1989)]
- Les deux Terres promises : les Juifs de France et le sionisme (1897-1945), Paris, Olivier Orban (1989)
- De Crémieux à Pétain : antisémitisme et colonialisme en Algérie [en hébreu], Jérusalem, Shazar Center (1993)
- Tujjar al-Sultan : une élite économique judéo-marocaine au XIXe siècle, Jérusalem, Institut Ben-Zvi (1994)
- Relations judéo-musulmanes au Maroc : perceptions et réalités, dir. par M. Abitbol, Paris, Éd. Stavit (1997)
- Tujjar al-Sultan : les commerçants du Roi, Paris, Maisonneuve et Larose (1998)
- Le passé d'une discorde :  Juifs et Arabes depuis le VIIe siècle, Paris, Perrin (1999) [ouvrage récompensé en 2000 par le prix Thiers]
- France and the Middle East : past, present, and future, ed. by M. Abitbol, collection World powers and the Middle East, Jerusalem, The Hebrew University Magnes Press (2004)
- Les amnésiques : Juifs et Arabes à l'ombre du conflit du Proche-Orient, Paris, Perrin (2005)
- Histoire du Maroc, collection Pour l'histoire, Paris, Perrin (2009)
- Histoire des Juifs de la Genèse à nos jours, collection Pour l'histoire, Paris, Perrin (2013)
- Histoire d'Israël, Perrin, 2018, 868 p.
- Histoire des Juifs en France du Moyen Âge à nos jours, Perrin, janvier 2024